# Coprosma rhamnoides
Coprosma rhamnoides är en måreväxtart som beskrevs av Allan Cunningham. Coprosma rhamnoides ingår i släktet Coprosma och familjen måreväxter. Inga underarter finns listade i Catalogue of Life.